# Bẫy ngọt ngào
Bẫy ngọt ngào (tên tiếng Anh: Naked Truth 2022) là một bộ phim điện ảnh tâm lý drama kịch tính của Việt Nam năm 2022 do Đinh Hà Uyên Thư làm đạo diễn. Bộ phim còn có sự tham gia của nhiều diễn viên nổi tiếng như Bảo Anh, Minh Hằng, Diệu Nhi, Thuận Nguyễn, Quốc Trường... Đây là một bộ phim dành cho người trên 18 tuổi bởi có xuất hiện cảnh nóng trong phim. Ban đầu bộ phim được đặt tên là Thoát ế. Bộ phim có kinh phí khoảng 20 tỷ đồng.
Bộ phim đã được khởi chiếu tại Việt Nam từ ngày 11 tháng 2 năm 2022.

## Sơ lược
Sau một thời gian dài không gặp, cuộc sống của mỗi thành viên trong hội ế đều có nhiều thay đổi. Camy là người duy nhất "thoát ế" với cuộc sống đáng mơ ước bên người chồng tài hoa Đăng Minh. Quỳnh Lam đã là một nhà thiết kế nổi tiếng, Linh Đan là một luật sư thành đạt, còn Ken trở thành ông chủ phòng gym. Cả nhóm quyết định hội ngộ nhân dịp kỷ niệm 3 năm ngày cưới của Camy. Từ đây, những góc khuất trong cuộc sống riêng của từng người dần được hé lộ và hội ế sẽ cùng nhau giải quyết những rắc rối diễn ra.

## Diễn viên
| Vai diễn   | Diễn viên    |
| ---------- | ------------ |
| Camy       | Bảo Anh      |
| Quỳnh Lam  | Minh Hằng    |
| Linh Đan   | Diệu Nhi     |
| Ken        | Thuận Nguyễn |
| Đăng Minh  | Quốc Trường  |
| Minh Tuyết | Lê Khánh     |

## Âm nhạc
Theo cảnh hậu danh đề, bộ phim bao gồm 6 ca khúc với 5 ca khúc được cover lại (trong đó 2 ca khúc được cover lại bởi diễn viên trong phim) và 1 ca khúc được remix bởi DJ Trix.
| STT | Tên ca khúc               | Biểu diễn/Mix       | Sáng tác         |
| --- | ------------------------- | ------------------- | ---------------- |
| 1   | Hôm nay tôi buồn          | Bảo Anh             | Phùng Khánh Linh |
| 2   | Hẹn gặp lại nhau          | Phạm Đình Thái Ngân | Châu Đăng Khoa   |
| 3   | Biển tình                 | Đàm Vĩnh Hưng       | Lam Phương       |
| 4   | Tình có như không (remix) | DJ Trix             | Trần Thiện Thanh |
| 5   | Bắt cá đi anh             | Minh Hằng           | Đỗ Hiếu          |

## Phát hành
Bộ phim là một bộ phim được sản xuất vào năm 2021 và được dự kiến lên sóng khởi chiếu vào tháng 5 nhưng sau đó, do ảnh hưởng từ đại dịch COVID-19 mà bộ phim đã bị hoãn chiếu về ngày 31 tháng 12 năm 2021. Sau đó, bộ phim đã tiếp tục bị trì hoãn do ảnh hưởng từ dịch bệnh và được khởi chiếu chính thức vào ngày 11 tháng 2 năm 2022, để đón đầu dịp lễ Valentine.
Đến 16 tháng 4 năm 2022, VieON đã mua lại bộ phim và phát sóng độc quyền trên nền tảng này.

## Đánh giá
- Trang báo điện tử Tuổi Trẻ cho rằng, "Cảnh nóng không quá nóng nhưng cần thiết". Tuy nhiên, trang này cũng nhận định thêm, "Xây dựng nhân vật nam phản diện hời hợt", "Chân dung của một tên biến thái, nghiện tình dục vẫn chưa đủ".[9]
- VOH gọi bộ phim là "vừa vặn nhưng chưa đã".[10]
- Báo Thanh Niên đã có những từ ngữ mĩ miều dành cho bộ phim như, "Với kịch bản chỉn chu và có chiều sâu, cộng thêm chút liều lĩnh trong cách thể hiện, Bẫy ngọt ngào là một điểm sáng của phim Việt giai đoạn đầu năm 2022".[11]
- IMDB đánh giá bộ phim 4,9/10.[12]

## Giải thưởng
| Năm  | Giải thưởng    | Hạng mục             | (Người) đề cử | Kết quả   | Tham khảo            |
| ---- | -------------- | -------------------- | ------------- | --------- | -------------------- |
| 2021 | Giải Cánh diều | Phim truyện điện ảnh | —             | Bằng khen | [ 13 ] [ 14 ] [ 15 ] |
| 2022 | Giải Mai Vàng  | Phim điện ảnh        | —             | Đoạt giải | [ 16 ]               |